# عباد حسينوف
عباد حسينوف (بالأذرية: İbad Hüseynov)، (عام 1970 منطقة مارتوني، إقليم مرتفعات قرة باغ ذاتي الحكم)، هو رقيب احتياطي في القوات المسلحة لجمهورية أذربيجان، البطل الوطني الأذربيجاني.

## حياته
ولد عباد موفسوم أغلوى حسينوف بمدينة خوجافند عام 1970. وعندما اندلعت أول اشتباكات عسكرية في مرتفعات قاراباغ، خدم إيباد حسينوف في الجيش السوفياتي في الوحدة العسكرية في مدينة آمور الروسية.
وقد يعرف حسينوف هنا أن الجيش السوفياتي أرسل قوات إلى باكو وقد قتلوا العديد من مواطنيه.
وأعلن حسينوف مع جنود أذربيجانيين آخرين إضرابا عن الطعام لأجل غير مسمى بهدف ترحيلهم إلى أذربيجان. وبنتيجة طردت القيادة عباد حسينوف وأربع من رفاقه الذين يشاركون في الإضراب عن الطعام قبل أربعة أشهر.
وعندما عاد حسينوف عباد إلى أذربيجان في عام 1990، توجه إلى منطقة خوجافند مسقط رأسه، حيث بدأ في تشكيل مفارز عسكرية محلية للدفاع عن النفس.
وأثناء الفترة التي اندلعت فيها حرب قاراباغ، شارك حسينوف بشكل نشط في الحرب.
في 26 ديسمير عام 1993 أصيب بجروح خطيرة من جراء لغم. وقد تعافى من الغيبوبة التي استمرت 28 يوما.
حصل عباد حسينوف على وسام «العلم الأذربيجاني» لجمهورية أذربيجان في 9 أكتوبر عام 1994.
وحصل على اسم «البطل الوطني ألأذربيجاني» بأمر من الرئيس إلهام علييف في 9 ديسمير عام 2020.